# Чесьники-Кольонія
Чесьники-Кольонія (пол. Cześniki-Kolonia) — село в Польщі, у гміні Ситно Замойського повіту Люблінського воєводства.
Населення — 300 осіб (2011).
У 1975-1998 роках село належало до Замойського воєводства.

## Демографія
Демографічна структура станом на 31 березня 2011 року:
|          | Загалом | Допрацездатний вік | Працездатний вік | Постпрацездатний вік |
| -------- | ------- | ------------------ | ---------------- | -------------------- |
| Чоловіки | 149     | 33                 | 99               | 17                   |
| Жінки    | 151     | 29                 | 89               | 33                   |
| Разом    | 300     | 62                 | 188              | 50                   |